# Jaroslav Plašil
Jaroslav Plašil (uitspraakⓘ) (Opočno, 5 januari 1982) is een Tsjechisch voormalig voetballer die doorgaans als middenvelder speelde. Plašil was van 2004 tot en met 2016 ook international in het Tsjechisch voetbalelftal, waarvoor hij 103 interlands speelde en zeven keer scoorde.

## Clubcarrière
Plašil is een rechtsbenige aanvallende middenvelder wiens talent in 2000 werd ontdekt door het Franse AS Monaco. Voor de Monegasken maakte hij zijn debuut in het A-elftal op 22 december 2001 in de wedstrijd tegen Stade Rennais. In de eerste twee seizoenen in Monaco kwam Plašil maar tot acht wedstrijden in het eerste team. Daarom werd hij uitgeleend om meer speeltijd en ervaring op te doen. In de tweede helft van het seizoen 2002/03 speelde hij voor US Créteil in de Ligue 2. Na de huurperiode was Plašil een vaste waarde in het Ligue 1-team van Monaco geworden. Ook speelde hij op Europees niveau clubvoetbal.
Plašil scoorde op 5 november 2003 in een Champions League-duel dat zijn club AS Monaco met 8–3 won tegen Deportivo la Coruña. Na 47 minuten lobde hij de bal van 35 meter afstand over de keeper van de Spanjaarden en bracht hij de tussenstand op 6–2.
In 2007 vertrok de middenvelder naar Spanje waar hij een vierjarig contract tekende bij Osasuna. In de twee seizoenen die hij in Spanje speelde, was Plašil een vaste waarde in het elftal. Vervolgens keerde hij in 2009 terug naar Frankrijk om voor Girondins de Bordeaux te tekenen tot de zomer van 2013. Op 13 juli 2011 verlengde Plašil zijn contract bij Bordeaux tot 2015. Door het vertrek van Alou Diarra werd Plašil tijdens de voorbereidingen op het seizoen 2011/12 benoemd tot aanvoerder van Bordeaux.
Bordeaux verhuurde Plašil gedurende het seizoen 2013/14 aan Calcio Catania.
In 2019 stopte hij moet voetballen.

## Interlandcarrière
Nadat hij zich eerder al als een van de sterkhouders in de Tsjechische jeugdelftallen had getoond, mocht hij op 31 maart 2004 ook voor de eerste keer het shirt van het Tsjechisch voetbalelftal aantrekken. Onder bondscoach Karel Brückner speelde hij tegen Ierland zijn eerste 22 minuten. Hij werd vervolgens regelmatig opgeroepen voor het Tsjechische team en zat in de selectie voor het EK 2004, het WK 2006 in Duitsland en het EK 2008. Hij nam met Tsjechië ook deel aan het Europees kampioenschap voetbal 2012 in Polen en Oekraïne, waar de ploeg van bondscoach Michal Bílek in de kwartfinales werd uitgeschakeld door Portugal door een rake kopbal van Cristiano Ronaldo. Plašil nam ook met Tsjechië deel aan het Europees kampioenschap voetbal 2016 in Frankrijk. Samen met aanvoerder Tomáš Rosický en doelman Petr Čech vormde hij het meest ervaren trio van de selectie, met ieder meer dan honderd gespeelde interlands. Na nederlagen tegen Spanje (0–1) en Turkije (0–2) en een gelijkspel tegen Kroatië (2–2) was Tsjechië uitgeschakeld in de groepsfase. Na de uitschakeling tegen Turkije kondigde hij zijn afscheid aan als international. Hij speelde in totaal 103 interlands (7 goals) voor zijn vaderland.

## Erelijst
| Trophée des Champions | 1x | 2009    |
| Coupe de France       | 1x | 2012/13 |